# Desarrollo Integral Auténtico
DIA, anteriormente conocido como Desarrollo Integral Auténtico, fue un partido político de Guatemala. Que existió entre 1995, refundado en 1998 hasta 2008.

## Historia

### Antecedentes

#### 1995
El DIA fue una derivación del Partido Desarrollo Integral Auténtico que participó en las Elecciones generales del 12 de noviembre de 1995 , postulando a Luis Rolando Torres Casanova como su candidato a la presidencia aunque se postulo sin éxito sin obtener diputados al congreso y al Parlacen pero sí una mayoría de 10 alcaldías y eso causó que el Desarrollo Integral Autentico fuese cancelada. Más tarde la fundación del nuevo DIA fue tomada de dirigentes del desaparecido partido siendo fundado el 19 de marzo de 1998 para luego un año después participar en las elecciones de 1999. El nombre del nuevo DIA era propio.

### Como DIA

#### 1999
El DIA participó en coalición con la Unidad Revolucionaria Nacional Guatemalteca postulando a Álvaro Colom a la presidencia de la república de Guatemala formando la Alianza Nueva Nación posicionándose en tercer lugar con 270,891 votos con el 12.36% de los votos consiguiendo 9 diputados ninguno representando al DIA y la URNG y ganando 13 alcaldías en coalición con la URNG de las 180 postuladas y una de forma individual siendo Santa María de Jesús ,  Sacatepéquez y 2 diputados al Parlacen .

##### 2003
Para el 2003 el partido postula a Eduardo Suger y a Gladys Maritza Ruiz de Vielman como su binomio presidencial del cual recibió apoyo del Partido Libertador Progresista aunque no formaron una coalición como tal solo postulando candidatos a diputados en el distrito Central.
En las mismas elecciones, obtuvo 3% de votos consiguiendo al secrerario del DIA al congreso como su único diputado electo de 158 asientos en el Congreso. Su candidato presidencial, José Eduardo Suger Cofiño logró el 2.23% en las presidenciales del mismo año[cita requerida],el partido obtuvo 4 alcaldías Ciudad Vieja y Santa Lucía Milpas Altas Sacatepéquez,Samayac Suchitepéquez y Melchor de Mencos, Petén.

###### 2007 y cancelación
En las elecciones generales de 2007 el partido proclamó a Héctor Rosales y a Carlos Pérez como sus candidatos a la presidencia y vicepresidencia donde alcanzaron el decimotercer lugar de la elección con 18,395,lo que equivale el penúltimo lugar y con un 0,56% del voto popular no obtuvo ningún diputado al congreso pero solo logró 3 alcaldías de 111 planillas postuladas por el DIA ( San Andrés Xecul, Totonicapán, El Asintal, Retalhuleu y San Antonio Huista en Huehuetenango)
El Tribunal Supremo Electoral canceló el partido el 21 de agosto de 2008, por no haber alcanzado el mínimo de votos necesarios para su supervivencia

## Resultados Electorales

### Presidenciales
| Año electoral | Candidato presidencial            | Candidato Vicepresidencial      | 1.ª vuelta     | 1.ª vuelta  | 2.ª vuelta     | 2.ª vuelta |
| Año electoral | Candidato presidencial            | Candidato Vicepresidencial      | Total de votos | Porcentaje  | Total de votos | Porcentaje |
| ------------- | --------------------------------- | ------------------------------- | -------------- | ----------- | -------------- | ---------- |
| 1999          | Álvaro Colom Caballeros           | Vitalino Similox Salazar        | 270.891        | 12,36% (3°) |                |            |
| 2003          | José Eduardo Suger Cofiño         | Gladys Maritza Ruiz de Vielman  | 59.774         | 2,03% (7°)  |                |            |
| 2007          | Héctor Augusto Rosales Salaverría | Carlos Humberto Pérez Rodríguez | 18.395         | 0,56% (13°) |                |            |

#### Legislativos
| Año Electoral | Lista Nacional | Lista Nacional | Lista Nacional | Distritos Electorales | Distritos Electorales | Distritos Electorales | Total escaños |
| Año Electoral | Votos          | %              | Escaños        | Votos                 | %                     | Escaños               | Total escaños |
| ------------- | -------------- | -------------- | -------------- | --------------------- | --------------------- | --------------------- | ------------- |
| 1999          | 233,870        | 11.04%         | 2/22           | 231,970               | 10.90%                | 7/91                  | 9/113         |
| 2003          | 75,295         | 2.95%          | 1/31           | 67,456                | 2.60%                 | 0/127                 | 1/158         |
| 2007          | 45,082         | 1.43%          | 0/31           | 47,952                | 1.51%                 | 0/127                 | 0/158         |

##### Municipales
| Comicios | Votos                 | %     | Alcaldes | Alcaldes en coalición      |
| -------- | --------------------- | ----- | -------- | -------------------------- |
| 1999     | 123,413               | 4.24% | 1/330    | 13/330                     |
| 2003     | 52,290                | 1.21% | 4/331    | No participó en coalición. |
| 2007     | Sin datos disponibles | 0.90% | 3/332    | No participó en coalición. |

###### Parlamento Centroamericano
| Año electoral | Votos                 | %    | Escaños |
| ------------- | --------------------- | ---- | ------- |
| 1999          | Sin datos disponibles | 5%   | 2/20    |
| 2003          | 73,794                | 0.6% | 0/20    |